# Liban Abdi
Liban Abdi Ali  (arabisch لبان عبدي; * 5. Oktober 1988 in Burao) ist ein norwegischer Fußballspieler somalischer Herkunft.

## Karriere
Liban Abdi wurde in Somalia geboren, wanderte allerdings mit seiner Familie ziemlich früh nach Oslo, Norwegen aus. Dort spielte für die Jugendmannschaften von Vålerenga und Skeid, ehe er im Jahr 2007 im Alter von 14 Jahren mit seiner Familie nach England immigrierte und in die Jugendakademie von Sheffield United kam. Abdi war der erste somalische Fußballspieler, der bei Sheffield United einen Profivertrag unterschrieb, welcher zunächst auf sechs Monate ausgelegt war. Nachdem er an die unterklassigen Vereine Newport Pagnell Town und Buckingham Town verliehen wurde, unterschrieb er im Jahr 2008 einen neuen Zwei-Jahres-Vertrag bei den Blades. Daraufhin wurde er für zwei Spielzeiten an den ungarischen Verein Ferencváros Budapest ausgeliehen. In Budapest sammelte er Spielpraxis sowohl in der Profimannschaft, als auch bei den Amateuren.
Als Abdi im Juli 2010 nach Sheffield zurückkehrte, wurde sein Vertrag aufgelöst, daher heuerte er wieder bei Ferencváros an. Schon in seinem zweiten Ligaspiel erzielte er als Einwechselspieler beim 2:1-Sieg gegen Kecskeméti TE sein erstes Saisontor. In den folgenden zwei Spielzeiten traf er für die Profimannschaft in 29 Spielen zwei Mal, bei den Amateuren erzielte Abdi in 14 Spielen insgesamt sieben Tore. Im Sommer 2012 wechselte er zum portugiesischen Erstligisten SC Olhanense. Sein Ligadebüt bestritt er am 17. August 2012 beim 2:1-Heimsieg über GD Estoril Praia, er kam insgesamt 83 Minuten zum Einsatz. In den Spielen gegen den FC Porto, Sporting Braga, Nacional Funchal, SC Beira-Mar traf er in den ersten neun Spieltagen vier Mal.
Abdi hat die Möglichkeit entweder für die somalische Fußballnationalmannschaft oder die norwegische Fußballnationalmannschaft zu spielen. Bisher trat er in der keiner Jugendnationalmannschaft in Erscheinung, möchte aber im Falle eines Falles für Norwegen spielen. Doch Nationaltrainer Egil Olsen berücksichtigte ihn bisher nie für einen Länderspieleinsatz und sagte bei der Bekanntgabe des Kaders für das WM-Qualifikationsspiel gegen Zypern im Oktober 2012, das Abdi nicht gut genug für die Nationalmannschaft sei.
Im Juli 2013 absolvierte Abdi ein Probetraining beim deutschen Bundesliga-Aufsteiger Eintracht Braunschweig.
Zur Rückrunde der Spielzeit 2013/14 wechselte Abdi in die türkische Süper Lig zu Çaykur Rizespor. Seit Februar 2015 spielte er auf Leihbasis bei Lewski Sofia. Nachdem er 2016 zum FK Haugesund gegangen war, war er 2018 für sieben Monate in Saudi-Arabien unter Vertrag. Seither spielte Abdi nicht mehr professionell.